# Bathophilus ater
Bathophilus ater is een straalvinnige vissensoort uit de familie van Stomiidae. De wetenschappelijke naam van de soort is voor het eerst geldig gepubliceerd in 1902 door Brauer.